# Reling

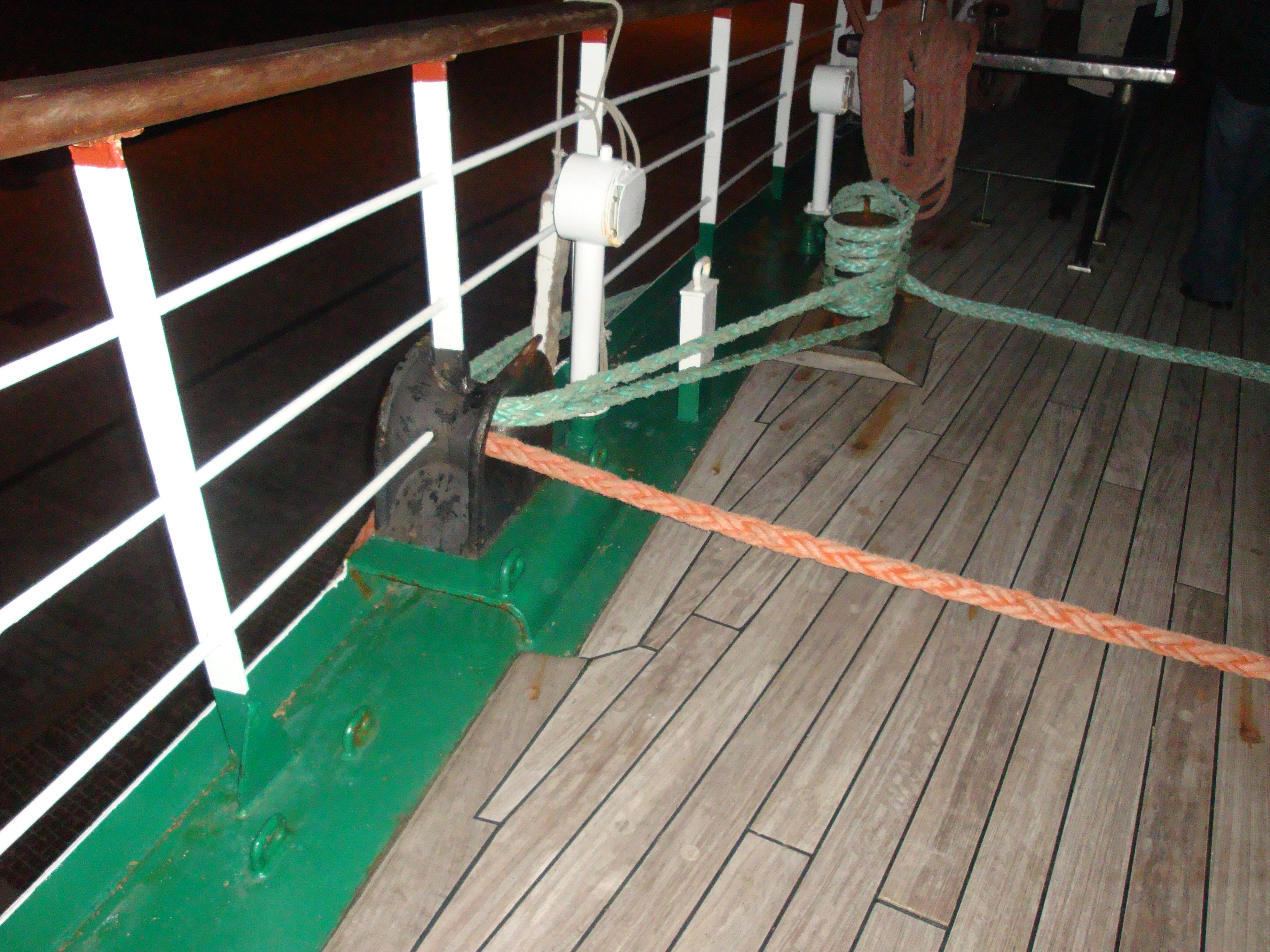
Reling na Darze Młodzieży

Reling – listwa biegnąca wzdłuż krawędzi pokładu jachtu i wystająca na kilka centymetrów ponad pokład. Ułatwia załodze pracę na pokładzie, poprzez możliwość wsparcia czy też zatrzymania na tej listwie stopy ześlizgującej się po gładkim pokładzie przy głębokim przechyle. Zabezpiecza też drobne przedmioty przed spadaniem za burtę. Listwa ta może mieć również otwory, do których można przywiązywać najsłabiej pracujące liny. Relingiem możemy nazwać także wspartą na sztycach stalową linkę, która dodatkowo służy czasami jako tzw. lajflina - czyli marynarz może przypiąć się do niej specjalnymi szelkami, które zapobiegają wypadnięciu za burtę.
Na statkach oraz okrętach bariera pionowa zabezpieczająca znajdujących się na pokładzie ludzi przed wypadnięciem za burtę lub upadkiem na pokład znajdujący się niżej. Zbudowana jest z metalowych lub drewnianych słupków, które połączone są metalowymi rurkami, prętami, drewnianymi przęsełkami, linami. Ma konstrukcję ażurową w odróżnieniu od nadburcia (falszburta). Żeglarze terminem falszburta określają opisaną na początku listwę. Jednak na statkach (okrętach) kojarzy się z barierą wysoką na co najmniej kilkadziesiąt centymetrów ponad pokład.